# Alfonso Parigi

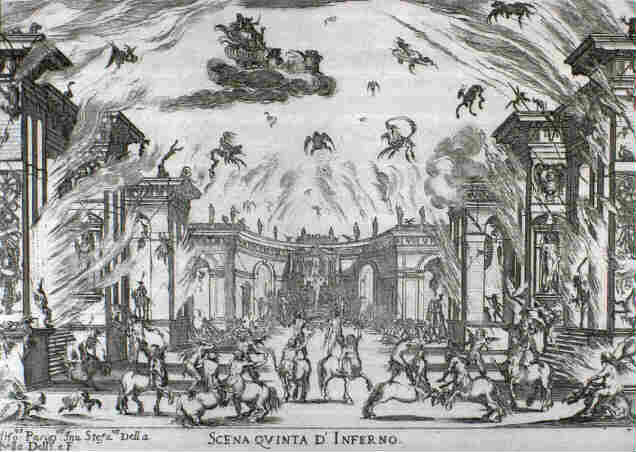
Diseño de Alfonso Parigi

Alfonso Parigi el Joven (1606 - 1656) fue un arquitecto y escenógrafo italiano, hijo de Giulio Parigi. 
Trabajó desde una edad muy temprana como ayudante de su padre principalmente en Florencia. Después de la muerte de éste en 1635, se convirtió en el arquitecto de la corte del Gran duque de Toscana en el Palacio Pitti, donde dirigió la finalización de los Jardines de Boboli, la construcción del Isolotto y las gradas del anfiteatro. 
También trabajó en la iglesia de San Giovannino degli Scolopi, en la basílica del Santo Espíritu  y villas mediceas de Poggio a Caiano y de Careggi.
- Datos: Q1083104
- Multimedia: Alfonso Parigi jr / Q1083104